# Bronsstjärtad smaragd
För fågelarten Saucerottia edward, se snöbukig smaragd.
Bronsstjärtad smaragd (Chrysuronia oenone) är en fågel i familjen kolibrier.

## Utseende
Bronsstjärtad smaragd är en liten kolibri. Hanen är gnistrande grön med blåaktigt ansikte och rödaktigt guldgul övergump och stjärt. Honan liknar hanen men saknar blått i ansiktet och är ljusare grå under.

## Utbredning och systematik
Bronsstjärtad smaragd delas in i tre underarter med följande utbredning:
- Chrysuronia oenone oenone – förekommer från östra Colombia till östra Venezuela, östra Ecuador, nordöstra Peru och västra Brasilien
- Chrysuronia oenone josephinae – förekommer i Amazonas i tropiska östra Peru
- Chrysuronia oenone alleni – förekommer i norra Bolivia

Underarten alleni inkluderas ofta i josephinae.

### Släktestillhörighet
Arten placeras traditionellt som ensam art i släktet Chrysuronia, men genetiska studier visar att den är närbesläktad med ett antal kolibriarter i släktena Amazilia, Lepidopyga och Hylocharis. Dessa har nu inkluderats i Chrysuronia.

## Levnadssätt
Bronsstjärtad smaragd hittas i fuktiga låglänta områden. Den ses vanligen kring skogsbryn och korvsjöar.

## Status
Arten har ett stort utbredningsområde och beståndet anses stabilt. Internationella naturvårdsunionen IUCN listar den därför som livskraftig (LC). I sitt utbredningsområde anses den vara en av de vanligaste kolibrierna vid fågelmatningar.